# Kościół św. Bartłomieja Apostoła w Bieruniu
Kościół św. Bartłomieja Apostoła – rzymskokatolicki kościół parafialny położony w Bieruniu, w dzielnicy Bieruń Stary.

## Historia
Obecny kościół jest czwartą budowlą wybudowaną na tym miejscu. W 1770 została rozebrana wieża drewnianej świątyni i na jej miejscu została wybudowana nowa. W 1776 został rozebrany korpus poprzedniej budowli i został wybudowany nowy, murowany. 20 października tego samego roku kościół został poświęcony przez księdza Tomasza Trzebienia, dziekana pszczyńskiego. W 1833 została zbudowana zakrystia i kaplica św. Barbary. W 1845 świątynia spłonęła w pożarze razem z miastem. Po zebraniu środków finansowych na odbudowę, zgliszcza zostały rozebrane i w dniu 14 czerwca 1851 rozpoczęły się prace budowlane. Architektem został wybrany królewski inspektor budowlany Józef Linke z Raciborza, a kierownikiem budowy został mianowany Augustyn Kern z Gliwic. Budowa trwała dość długo z powodu braku funduszy. W dniu 29 maja 1859 wrocławski biskup pomocniczy Bernard Bogedain poświęcił nową świątynię. Podczas II wojny światowej pocisk artyleryjski częściowo uszkodził kościół. W 1948 zostały dobudowane dwie zakrystie. W takim stanie świątynia zachowała się do dziś. Od 1955 na święta Bożego Narodzenia w kościele wystawiana jest ruchoma szopka, której twórcami są mieszkańcy Bierunia.

## Wyposażenie
W prezbiterium kościoła jest umieszczony ołtarz główny poświęcony św. Bartłomiejowi, patronowi budowli. W nawie głównej, z lewej i prawej strony, mieszczą się dwa ołtarze boczne. Pierwszy – dedykowany jest Najświętszej Maryi Pannie i został wykonany w 1859 na podstawie rysunków Jana Gajdy – znanego śląskiego malarza, rzeźbiarza i pisarza, przez bieruńskiego rzemieślnika Ignacego Chudzikowskiego. Na ołtarzu jest umieszczony obraz Matki Bożej Bieruńskiej z XVI wieku. Drugi z ołtarzy bocznych, dedykowany św. Józefowi, zaprojektowany i wykonany został przez tych samych artystów. W południowej nawie świątyni jest umieszczony ołtarz św. Krzyża, który zaprojektował w 1949 ksiądz Jerzy Schneider z Oświęcimia. Na ścianie nad ołtarzem jest powieszony wielki drewniany rzeźbiony krzyż. Postać Jezusa, wykonana w 1872, pochodzi z bawarskiej miejscowości Amerang. Z lewej i prawej strony krzyża na konsolach są umieszczone figury św. Jana Ewangelisty i Matki Bożej Bolesnej. W prezbiterium jest umieszczona wykonana w 1730, chrzcielnica z kamienną podstawą i drewnianą pokrywą z 1929. Na tylnych ścianach transeptu są powieszone dwa obrazy namalowane na wzór dzieł Petera Paula Rubensa – „Pokłon pasterzy" i „Pokłon trzech króli", pochodzące z XVIII wieku.

## Galeria

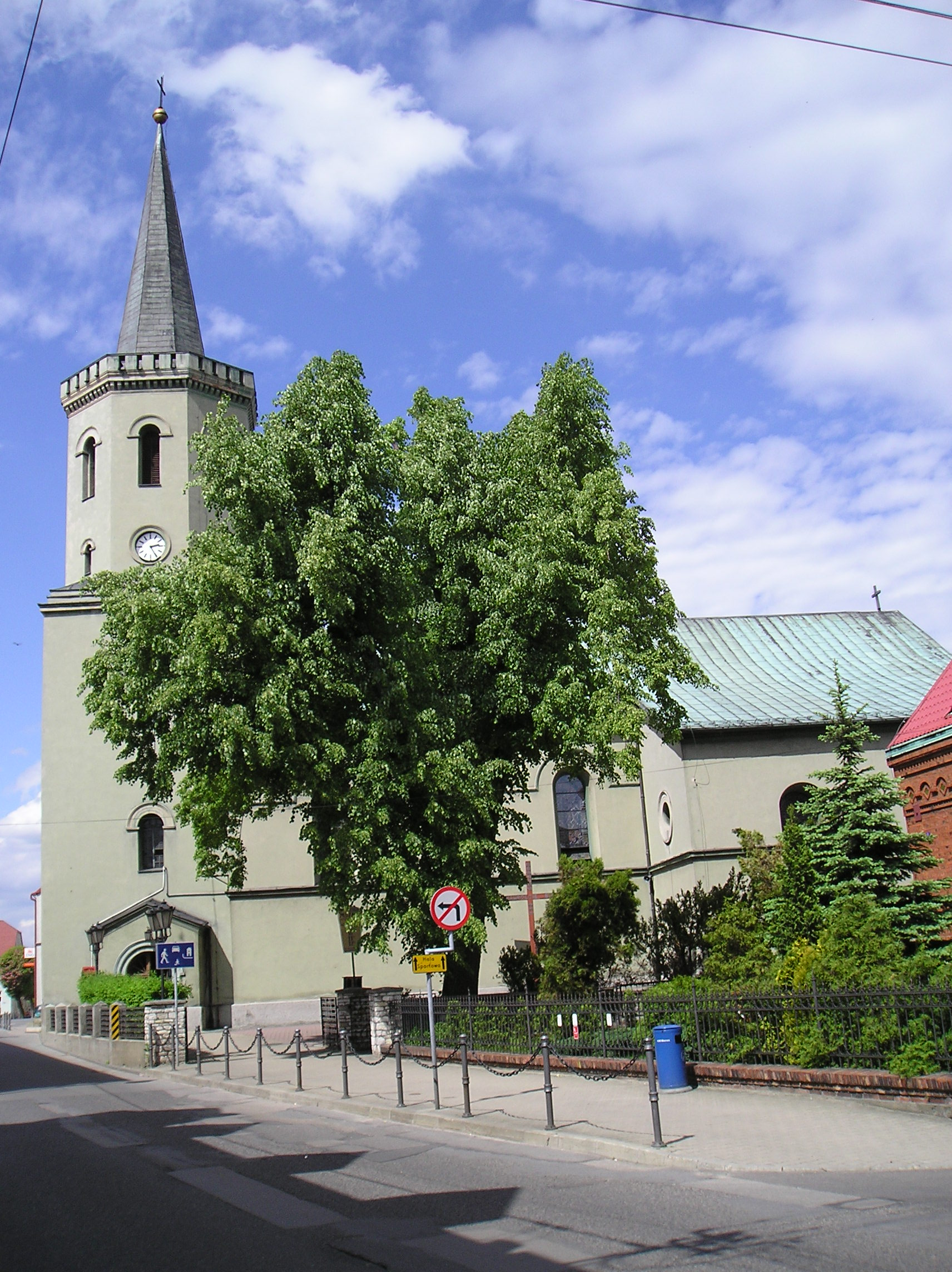
Widok z ul. Krakowskiej
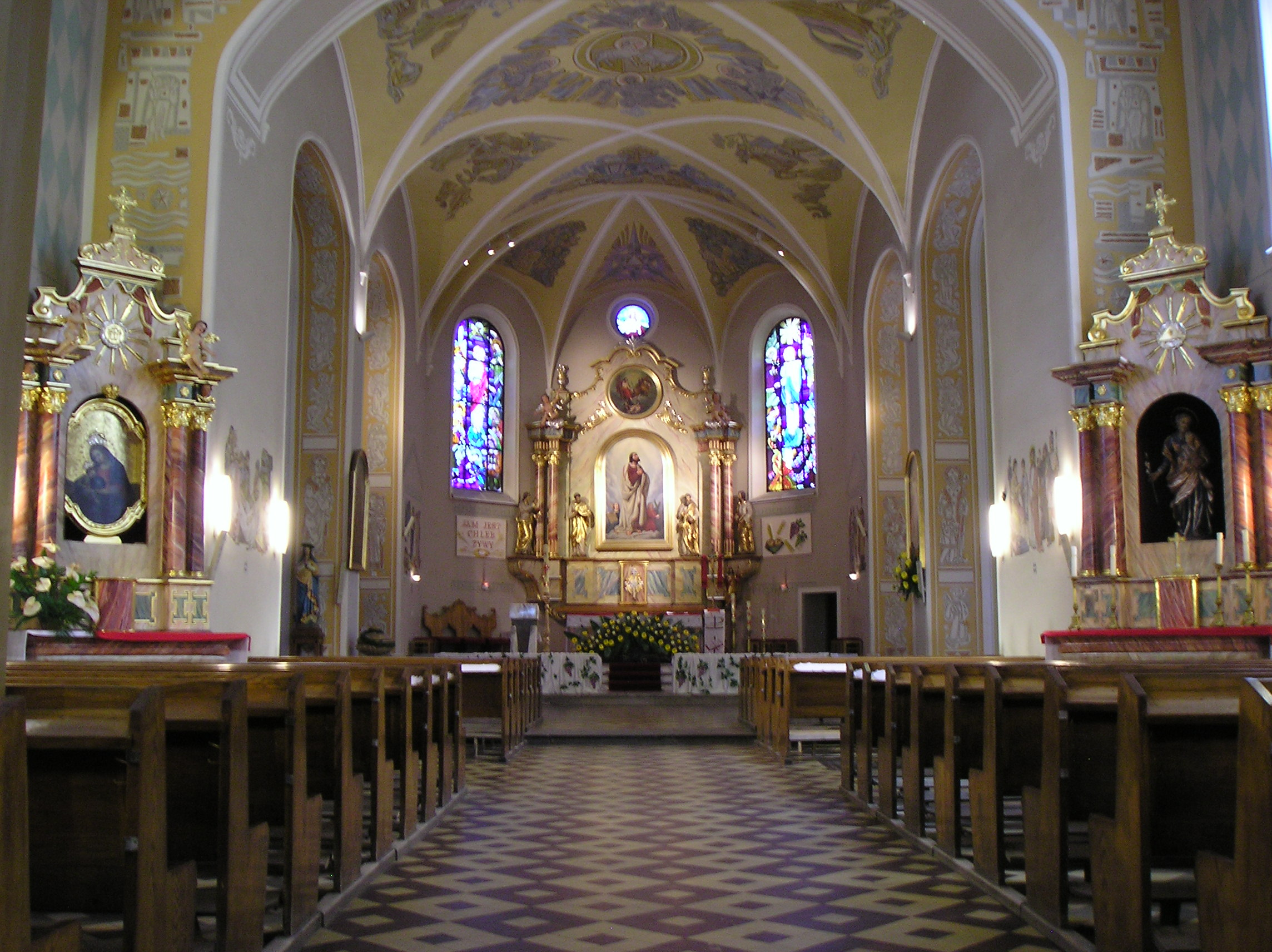
Wnętrze kościoła
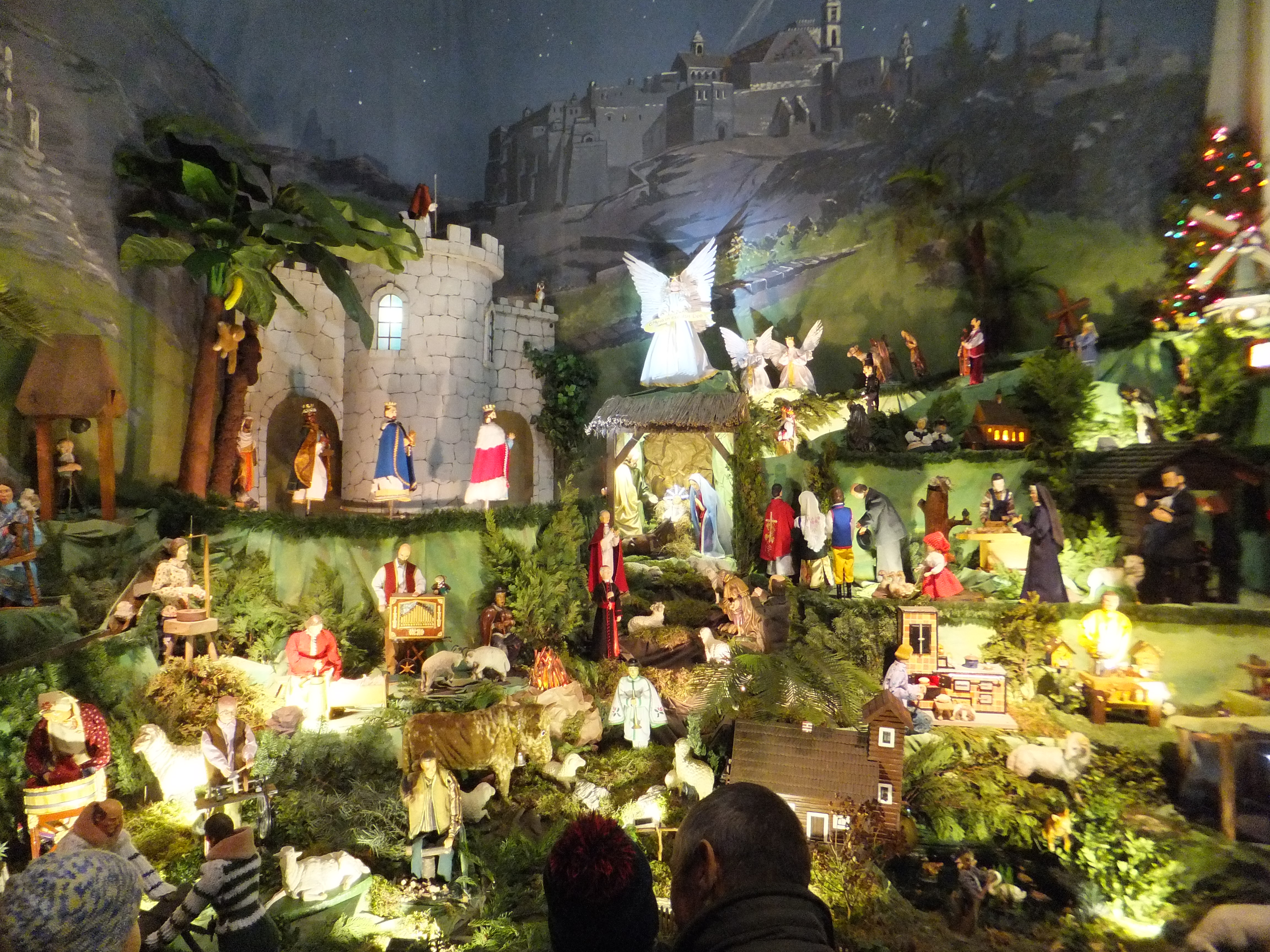
Ruchoma szopka